# Khaled Haj Youssef
Khaled Haj Youssef (arabisch خالد حج يوسف, geb. 12. Januar 1989) ist ein tunesischer Handballspieler. Er hat für al-Sadd Sports Club.
Er nahm mit der tunesischen Nationalmannschaft an den Olympischen Sommerspielen 2016 in Rio de Janeiro teil.

## Erfolge

### Nationalmannschaft
Afrikameisterschaft
- : 2018 Gabun
- : 2020 Tunis

Mittelmeerspiele
- : Tarragona 2018